# جاك توبون
جاك توبون (بالفرنسية: jacques Toubon)‏ مواليد 20 يونيو 1941 بمدينة نيس، هو سياسي فرنسي. عرف بسنه لقانون توبون، و هو قانون طبق في 4 أغسطس 1994، يهدف إلى حماية اللغة الفرنسية وتراثها، ويتركز على ثلاثة أهداف رئيسية هي: إثراء اللغة؛ والالتزام باستخدام اللغة الفرنسية ؛ والدفاع عن الفرنسية كاللغة الرسمية للجمهورية.

## روابط خارجية
- جاك توبون على موقع مونزينجر (الألمانية)

- Former official page نسخة محفوظة 10 نوفمبر 2003 على موقع واي باك مشين. as Minister of Justice